# تتیانا یابلسونکا
تتیانا یابلسونکا (اوکراینی: Тетя́на Ни́лівна Ябло́нська؛ ۲۴ فوریهٔ ۱۹۱۷ – ۱۷ ژوئن ۲۰۰۵) نقاش، و استاد دانشگاه اهل اوکراین بود.
وی همچنین برندهٔ جوایزی همچون جایزه دولتی اتحاد شوروی و نشان پرچم سرخ کار شده‌است.